# 茨城県幼稚園の廃園一覧
茨城県幼稚園の廃園一覧（いばらきけんようちえんのはいえんいちらん）は、茨城県内の廃園となった幼稚園の一覧。対象となるのは、学制改革（1947年）以降に廃園となった幼稚園、及び分園である。園名は廃園当時のもの。廃園時に幼稚園（分園）が所在していた自治体がその後、合併により消滅している場合は、現行の自治体に含む。その他、現在休園中の県内の幼稚園や分園も事実上廃園となっているものが多いため、参考として本項に記載する。
（）内は、廃園になった年（もしくは、休園の措置が取られた年）、統合先の幼稚園など。明確な月日が記載されていないものは、3月31日付の廃園とする。

## 水戸市
- 水戸市立三の丸幼稚園（1994年）
- 水戸市立中城幼稚園（1994年）
- 水戸市立双葉台幼稚園（1994年）
- 水戸市立堀幼稚園（1994年）
- 水戸市立新荘幼稚園（1995年）
- はなのわ幼稚園（1997年ごろ）
- 水戸市立山根幼稚園（2006年募集停止）[1]
- 水戸市立上大野幼稚園（2006年募集停止）[1]
- 水戸市立柳河幼稚園（2006年募集停止）[1]
- 水戸市立大場幼稚園（2006年募集停止）[1]
- 水戸市立下大野幼稚園（2006年募集停止）[1]
- リリーの森幼稚園〈旧〉（2015年幼保連携型認定こども園リリーの森幼稚園〈新〉へ移行）[2]
- 水戸市立五軒幼稚園（2020年）[3]
- 水戸市立稲荷第一幼稚園（2020年常澄保育園と統合し水戸市立常澄認定こども園へ）[3]
- 水戸市立内原幼稚園（2020年内原保育園と統合し水戸市立内原認定こども園へ）[3]
- 水戸市立飯富幼稚園（2021年）[4]
- 水戸市立稲荷第二幼稚園（2021年）[4]
- 水戸市立石川幼稚園（2021年水戸市立石川認定こども園へ移行）[4]
- 水戸市立城東幼稚園（2022年）[5]
- 水戸市立千波幼稚園（2022年）[5]
- 水戸市立梅が丘幼稚園（2022年）[5]
- 水戸市立妻里幼稚園（2022年）[5]
- 水戸市立浜田幼稚園（2022年水戸市立浜田認定こども園へ移行）[5]
- 水戸市立常磐幼稚園（2022年水戸市立常磐認定こども園へ移行）[5]
- 水戸市立見川幼稚園（2024年）[6]
- 水戸市立吉田が丘幼稚園（2024年）[6]
- 水戸市立笠原幼稚園（2025年）[7]
- 常磐大学幼稚園（2025年常磐大学こども園へ移行）[7]

## 日立市
- 茨城キリスト教大学附属聖児幼稚園多賀園（2010年多賀町から大みかの大学内へ移転、茨城キリスト教大学附属聖児幼稚園大みか園となり、2016年茨城キリスト教大学附属認定こども園みらい園へ）[8]
- 三つ葉第二幼稚園（2012年三つ葉幼稚園へ統合）[9]
- 水木わかば幼稚園〈旧〉（2013年幼稚園型認定こども園水木わかば幼稚園となり、2015年幼保連携型認定こども園水木わかば幼稚園〈新〉へ）[10]
- 多賀二葉幼稚園（2014年）[11]
- 日立市立滑川幼稚園（2014年日立市立みやた保育園と統合し日立市立みやた認定こども園[12]となり、2022年幼稚園登録抹消し完全移行[5]）
- 大久保幼稚園〈旧〉（2015年おおくぼ認定こども園大久保幼稚園〈新〉へ移行）[13]
- 小木津幼稚園[2]（2015年幼保連携型認定こども園おぎつ幼稚園へ移行）[14]
- 十王幼稚園〈旧〉（2015年認定こども園十王幼稚園・保育園〈新〉へ移行）[15]
- 二葉幼稚園（2016年休園[16]、2017年廃園[17]）
- 東成沢幼稚園（2018年幼保連携型認定こども園[18]ひがしなるさわ幼稚園[19]へ移行）
- 日立市立中里幼稚園（2020年）[3]
- 日立市立南高野幼稚園（2020年）[3]
- 日立市立塙山幼稚園（2020年かねさわ保育園と統合し日立市立はなやま認定こども園へ）[3]
- 日立市立会瀬幼稚園（2020年休園[20]、2023年廃園[21]）
- 日立市立高鈴幼稚園（2021年）[4]
- 日立市立水木幼稚園（2021年）[4]
- 石内幼稚園（2021年）[22]
- 日立市立中小路幼稚園（2022年）[5]
- 日立市立金沢幼稚園（2022年）[5]
- 日立市立豊浦幼稚園（2022年）[5]
- 日立市立田尻幼稚園（2025年）[7]
- 三つ葉幼稚園（2025年幼保連携型認定こども園みつばキラリ園へ移行）[7]
- 諏訪かおる幼稚園〈旧〉（2025年幼保連携型認定こども園諏訪かおる幼稚園〈新〉へ移行）[7]

## 土浦市
- 土浦市立いくぶん幼稚園（2012年土浦幼稚園へ統合[23]、敷地・建物は移転した土浦幼稚園が使用）
- まなべ幼稚園（2012年）[24]
- 土浦市立土浦第二幼稚園（2018年）[23]
- 土浦市立都和幼稚園（2018年）[23]
- 土浦市立大岩田幼稚園（2018年）[23]
- 土浦市立新治幼稚園（2021年）[4]
- 土浦市立土浦幼稚園〈旧〉（2022年閉園、同年10月土浦市立東崎保育所と統合し土浦市立認定こども園土浦幼稚園〈新〉へ）[25]
- 土浦日本大学高等学校付属幼稚園〈旧〉（2023年幼稚園型認定こども園土浦日本大学高等学校付属幼稚園〈新〉へ移行）[21]
- 中村白百合幼稚園〈旧〉（2025年幼保連携型認定こども園中村白百合幼稚園〈新〉へ移行）[7]

## 古河市
- 古河聖徳幼稚園（2004年）[26]
- 共立幼稚園（2007年）[27]
- たから幼稚園（2010年）[28]
- こもりや幼稚園（2012年）[24]
- 名崎幼稚園（2014年認定こども園なさきへ移行）[29]
- ゆりかご幼稚園〈旧〉（2015年幼保連携型認定こども園ゆりかご幼稚園〈新〉へ移行）[2]
- 古河白梅幼稚園〈旧〉（2015年幼保連携型認定こども園古河白梅幼稚園〈新〉へ移行）[2]
- 総和第一幼稚園〈旧〉（2015年幼保連携型認定こども園総和第一幼稚園〈新〉へ移行）[2]
- ひかり幼稚園〈旧〉（2015年幼保連携型認定こども園ひかり幼稚園〈新〉へ移行）[2]
- こまごめ幼稚園〈旧〉（2015年幼保連携型認定こども園こまごめ幼稚園〈新〉へ移行）[2]
- しらぎく幼稚園[2]（2015年幼保連携型認定こども園しらぎくこどもの城幼稚園[30]へ移行）
- 三田幼稚園〈旧〉（2015年幼保連携型認定こども園三田幼稚園〈新〉へ移行）[31]
- しらゆり幼稚園〈旧〉（2015年幼保連携型認定こども園しらゆり幼稚園〈新〉へ移行）[32]
- 三和幼稚園（2016年[33]認定こども園さんわ[34]へ移行）
- 柊幼稚園〈旧〉（2020年幼保連携型認定こども園柊幼稚園〈新〉へ移行）[35]
- ルリ幼稚園（2023年もろかわ認定こども園へ移行）[36]

## 石岡市
- 石岡市立高浜幼稚園（2007年東幼稚園へ統合）[37]
- 柏原幼稚園（2007年）[27]
- 石岡市立東幼稚園[38]（廃園時期不詳）
- 八郷第二幼稚園（2012年）[24]
- 恋瀬ほしのみや幼稚園（2015年ことりの森保育園と統合し恋瀬ことりの森幼保園へ）[39]
- わかば八郷八郷幼稚園（2021年）[4]

## 結城市
- 結城市立玉岡幼稚園（2008年）[注釈 1]

## 龍ケ崎市
- 板橋幼稚園（2012年）[24]
- 竜ヶ崎みどり幼稚園[2]（2015年認定こども園竜ヶ崎みどり[41]へ移行）

## 下妻市
- 下妻市立騰波ノ江幼稚園（2022年）[42]
- 下妻市立豊加美幼稚園（2022年）[42]
- 下妻市立大宝幼稚園（2023年）[42]
- 下妻市立高道祖幼稚園（2023年）[42]
- 下妻小友幼稚園（2025年認定こども園下妻しょうとも幼稚園へ移行）[7]

## 常総市
- きぬ幼稚園〈旧〉（2015年幼保連携型認定こども園きぬ幼稚園〈新〉へ移行）[2]
- 常総市立玉幼稚園（2021年統合により常総市立おひさま幼稚園へ）[4]
- 常総市立豊田幼稚園（同上）[4]
- 常総市立御城幼稚園（同上）[4]
- 常総市立岡田幼稚園（2021年飯沼幼稚園と統合し常総市立にじいろ幼稚園へ）[4]
- 常総市立飯沼幼稚園（2021年岡田幼稚園と統合しにじいろ幼稚園へ）[4]

## 常陸太田市
- 常陸太田市立のぞみ幼稚園（2008年常陸太田市立のぞみこども園へ移行）
- 常陸太田市立水府幼稚園（2008年すいふ保育園と統合し常陸太田市立すいふこども園へ）
- 常陸太田市立西小沢幼稚園（2011年）
- 常陸太田市立郡戸幼稚園（2013年）
- 常陸太田市立世矢幼稚園（2023年）[43]
- 常陸太田市立久米幼稚園（2023年）[43]

## 高萩市
- 茨城キリスト教大学附属聖児幼稚園高萩園（2012年）[8]
- 高萩市立第一幼稚園（2022年東幼稚園および高萩保育所と統合し高萩市立たかはぎ認定こども園へ）[44]
- 高萩市立東幼稚園（2022年第一幼稚園および高萩保育所と統合したかはぎ認定こども園へ）[44]
- 高萩市立松岡幼稚園（2023年たかはぎ認定こども園へ統合）[45]
- 高萩市立秋山幼稚園（2025年たかはぎ認定こども園へ統合）[7]

## 北茨城市
- 北茨城市立中郷幼稚園（2010年）
- 北茨城市立華川幼稚園（2010年）

## 笠間市
- あゆみ幼稚園（2019年）[46]

## 取手市
- 取手幼稚園〈旧〉（2019年幼保連携型認定こども園取手幼稚園〈新〉へ移行）[47]
- つつみ幼稚園〈旧〉（2020年幼保連携型認定こども園つつみ幼稚園〈新〉へ移行）[35]
- 藤代町立高須幼稚園（2005年）[48]

## 牛久市
- かわい幼稚園（2018年）[49]
- フレンド幼稚園〈旧〉（2019年9月1日幼保連携型認定こども園フレンド幼稚園〈新〉へ移行）[50]
- 牛久市立牛久第二幼稚園（2024年牛久市立牛久第一幼稚園へ統合）[6]

## つくば市
- つくば市立沼崎幼稚園（2006年）
- つくば市立今鹿島幼稚園（2006年）
- 筑波枝光幼稚園（2008年）[51]
- 豊里もみじ幼稚園（2015年[2]豊里もみじこども園[52]へ移行）
- 花室幼稚園（2022年10月31日）[53]
- つくば市立高崎幼稚園（2023年岩崎幼稚園と統合しつくば市立茎崎幼稚園へ）[54]
- つくば市立岩崎幼稚園（2023年高崎幼稚園と統合し茎崎幼稚園へ）[54]

## ひたちなか市
- ひたちなか市立勝倉幼稚園（2020年）[3]
- ひたちなか市立市毛幼稚園（2020年）[3]
- ひたちなか市立高野幼稚園（2020年）[3]
- ひたちなか市立那珂湊第二幼稚園（2020年）[3]
- ひたちなか市立平磯幼稚園（2020年）[3]
- ひたちなか市立磯崎幼稚園（2021年）[4]
- ひたちなか市立那珂湊第一幼稚園（2025年）[7]

## 鹿嶋市
- 鹿嶋市立大野東幼稚園（2006年鹿嶋市立はまなす幼稚園(鹿嶋市立大野南幼稚園を改称)へ統合）
- 鹿嶋市立大野西幼稚園（同上）
- 鹿嶋市立豊郷幼稚園（2012年鹿嶋市立第四幼稚園から改称、休園、2015年廃園[55]）
- 鹿嶋市立平井幼稚園（2015年平井保育所と統合し平井認定こども園へ）[55]

## 潮来市
- 潮来市立延方幼稚園（2020年潮来保育所およびうしぼり幼稚園と統合し潮来市立あやめこども園へ）[3]
- 潮来市立うしぼり幼稚園（2020年潮来保育所および延方幼稚園と統合しあやめこども園へ）[3]

## 常陸大宮市
- 常陸大宮市立おがわ幼稚園（2022年）[5]
- 若草幼稚園〈旧〉（2023年幼保連携型認定こども園若草幼稚園〈新〉へ移行）[56]
- 常陸大宮市立大宮幼稚園（2024年）[6]

## 那珂市
- 那珂市立本米崎幼稚園（2003年）[57]
- 那珂市立戸多幼稚園（2010年芳野幼稚園へ統合）[57]
- 那珂市立木崎幼稚園（同上）[57]
- 大成学園幼稚園〈旧〉（2015年幼保連携型認定こども園大成学園幼稚園〈新〉へ移行）[58]
- 那珂市立横堀幼稚園（2019年統合により那珂市立ひまわり幼稚園へ）[46]
- 那珂市立菅谷幼稚園（同上）[46]
- 那珂市立菅谷西幼稚園（同上）[46]
- 那珂市立五台幼稚園（同上）[46]
- 那珂市立芳野幼稚園（同上）[46]

## 筑西市
- 西方いずみ幼稚園〈旧〉（2014年認定こども園西方いずみ幼稚園となり[59]、2022年幼保連携型認定こども園西方いずみ幼稚園〈新〉へ移行[60]）
- 下館聖母幼稚園[2]（2015年認定こども園下館聖母[61]へ移行）
- 中館幼稚園（2015年認定こども園なかだてへ移行）[62]
- 和光幼稚園（2016年）[33]
- 筑西市立協和幼稚園（2020年協和保育所と統合し民営化され認定こども園協和なかよし園へ）[3]
- 筑西市立明野幼稚園（2024年）[6]

## 坂東市
- 坂東市立生子菅幼稚園[63]（廃園時期不詳）
- 坂東市立中川幼稚園（2008年坂東市立七郷幼稚園へ統合）
- 坂東市立長須幼稚園（2008年岩井第一幼稚園へ統合）
- 坂東市立七重幼稚園（同上）
- 坂東市立弓馬田幼稚園（同上）
- 坂東市立飯島幼稚園（2008年坂東市立神大実幼稚園へ統合）
- 坂東市立岩井第一幼稚園（2014年中根保育所と統合し認定こども園ふたばへ）[64]

## 稲敷市
- ゆたか幼稚園（2013年）[65]
- ルンビニ幼稚園（2014年）[11]
- 江戸崎みどり幼稚園（2022年）[5]
- 稲敷市立新利根幼稚園（2025年）[7]
- 稲敷市立ゆたか幼稚園（2025年稲敷市立みのり幼稚園へ統合）[7]

## かすみがうら市
- 神立幼稚園〈旧〉（2014年幼保連携認定こども園神立幼稚園〈新〉へ移行）[66]
- くりのみ自然幼稚園〈旧〉（2015年認定こども園くりのみ自然幼稚園〈新〉へ移行）[67]

## 桜川市
- 岩瀬幼稚園（2007年）[27]
- 桜川市立坂戸幼稚園（2016年岩瀬保育所と統合し[68]民営化され岩瀬認定こども園へ）
- 桜川市立やまと幼稚園（2016年やまと保育所と統合し[68]桜川市立やまと認定こども園へ）
- 桜川市立まかべ幼稚園（2020年）[69]
- ひなの里幼稚園〈旧〉（2022年幼保連携認定こども園ひなの里幼稚園〈新〉へ移行）[60]

## 神栖市
- 神栖市立矢田部幼稚園（2012年植松幼稚園へ統合）
- 神栖市立若松幼稚園（2013年）
- 神栖市立明神幼稚園（2018年波崎保育所と統合し神栖市立波崎こども園へ）[70]
- 神栖市立植松幼稚園（2019年神栖市立土合こども園へ移行）[70]

## 行方市
- 行方市立羽生幼稚園（1996年休園）[71]
- 行方市立玉造幼稚園〈初代〉（1998年玉造西幼稚園と統合し玉造幼稚園〈2代目〉へ）[71]
- 行方市立玉造西幼稚園（1998年玉造幼稚園〈初代〉と統合し玉造幼稚園〈2代目〉へ）[71]
- 行方市立麻生幼稚園〈初代〉（2001年統合により行方市立麻生幼稚園〈2代目〉へ）[71]
- 行方市立小高幼稚園（同上）[71]
- 行方市立行方幼稚園（同上）[71]
- 行方市立太田幼稚園〈初代〉（2001年統合により太田幼稚園〈2代目〉へ）[71]
- 行方市立大和幼稚園（同上）[71]
- 行方市立大和第二幼稚園（同上）[71]
- 行方市立玉造幼稚園〈2代目〉（2007年統合により行方市立玉造幼稚園〈3代目〉へ）[71]
- 行方市立現原幼稚園（同上）[71]
- 行方市立玉川幼稚園（同上）[71]
- 行方市立手賀幼稚園（同上）[71]
- 行方市立太田幼稚園〈2代目〉（2014年麻生幼稚園へ統合）[71]

## 鉾田市
- 鉾田市立串挽幼稚園（2009年鉾田市立鉾田幼稚園へ統合）
- 鉾田町立諏訪幼稚園（1997年）[72]

## 小美玉市
- 小美玉市立小川幼稚園（2009年統合により小美玉市立元気っ子幼稚園へ）
- 小美玉市立橘幼稚園（同上）
- 小美玉市立吉影幼稚園（同上）
- 小美玉市立野田幼稚園（同上）
- 小美玉市立竹原幼稚園（2021年統合により小美玉市立よつば幼稚園へ）[4]
- 小美玉市立羽鳥幼稚園（同上）[4]
- 小美玉市立堅倉幼稚園（同上）[4]
- 小美玉市立納場幼稚園（同上）[4]
- 小美玉市立玉里幼稚園（2024年元気っ子幼稚園へ統合）[6]

## 東茨城郡
- 茨城町立川根幼稚園（2010年）
- 茨城町立上野合幼稚園（2010年）
- いばらき幼稚園〈旧〉（2015年幼保連携型認定こども園いばらき幼稚園〈新〉へ移行）[73]
- 大洗町立祝町幼稚園（2025年）[7]
- 城里町立七会幼稚園（2005年休園、2月に旧西茨城郡七会村が合併後わずか2か月での休園、2011年廃園）

## 那珂郡
- 東海村立舟石川幼稚園（2024年東海村立村松幼稚園へ統合）[6]
- 東海村立須和間幼稚園（同上）[6]

## 稲敷郡
- ブレザミ幼稚園（阿見町、経営難で1987年ごろ休園し2006年10月25日に正式に廃園、跡地は廃墟になっていたが解体された）
- 阿見幼稚園[2]（2015年阿見認定こども園[74]へ移行）
- みほ白帆幼稚園（2020年休園[75]、2021年廃園[22]）
- 阿見みどり幼稚園〈旧〉（2022年幼保連携認定こども園阿見みどり幼稚園〈新〉へ移行）[60]

## 結城郡
- さわき幼稚園[2]（2015年さわきこども園[76]へ移行）
- たちばな幼稚園〈旧〉（2023年幼保連携型認定こども園たちばな幼稚園〈新〉へ移行）[21]

## 猿島郡
- 境町立ふれあいの里幼稚園（2011年）
- 五霞第一幼稚園（2015年[2]川妻認定こども園おひさまへ移行[77]）
- 五霞幼稚園〈旧〉（2019年幼保連携型認定こども園[78]五霞幼稚園・五霞保育園[79]〈新〉へ移行）

## 北相馬郡
- さつき幼稚園（2004年）[26]
- 竹ぞの幼稚園（利根町、2011年）[80]